# Hydroizopacha
Hydroizopacha – izolinia łącząca na mapie mierzone w pionie punkty o jednakowej miąższości określonej warstwy lub warstw wodonośnych.